# Bednarstwo

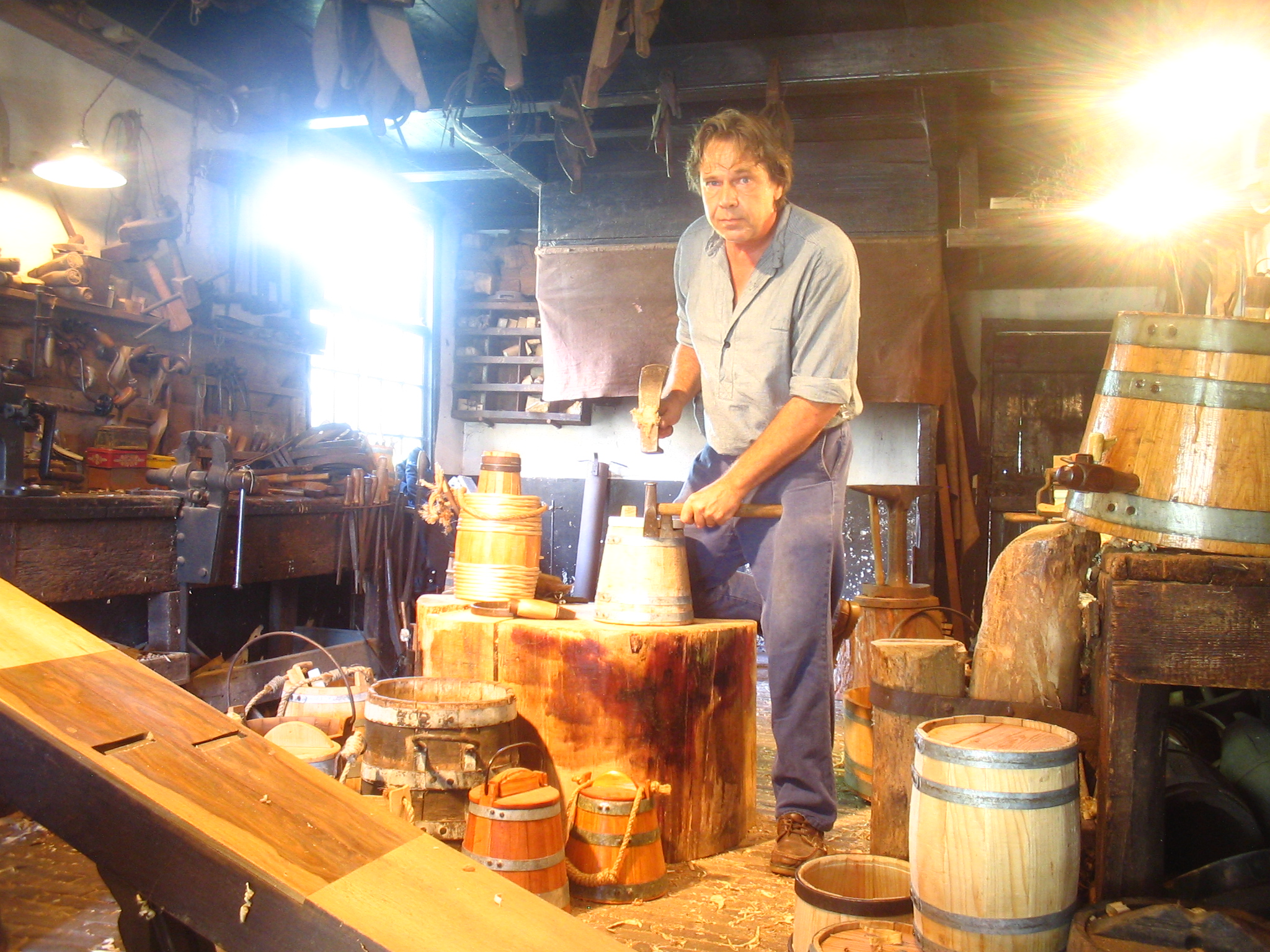
Bednarz

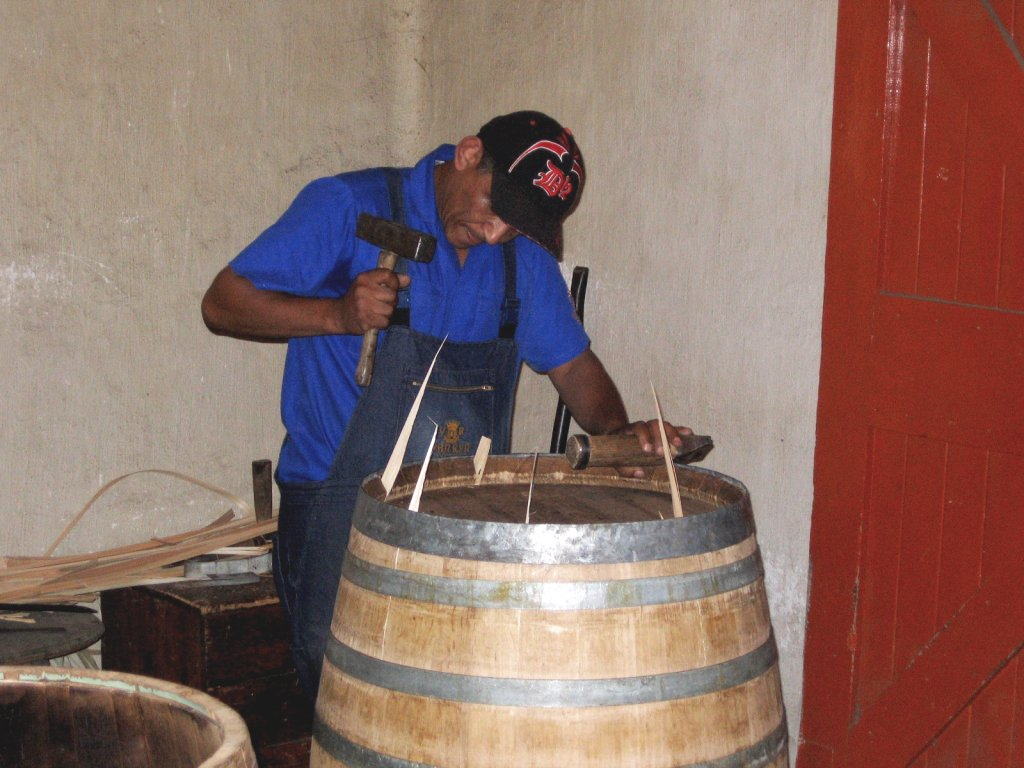
przy pracy.

Bednarstwo (staropol. Łagiewnik) – dział rzemiosła zajmujący się wytwarzaniem naczyń drewnianych techniką klepkową: beczek, kadzi, balii, fas, maselnic, dzieży i łopat do chleba, konewek, wiader, cebrzyków, wanienek, kufli. Bednarz wyrabia naczynia z drewna sosnowego, świerkowego, olchowego, lipowego, dębowego.
Tak jak wiele innych produktów rzemieślniczych, wyroby te sprzedawane są na targach i jarmarkach. Jesienią największym powodzeniem cieszą się beczki, ponieważ służą rolnikom do kiszenia ogórków i kapusty. Kiedyś wykorzystywano je także do przechowywania miodu, piwa, wina i zboża.
Rzemieślnik trudniący się bednarstwem to bednarz, a w dawnej Słowiańszczyźnie bednar.

## Dzieje
Technika ręcznego wytwarzania naczyń była tajemnicą każdego bednarza, nie ujawniano jej nawet krewnym. Metody pracy innego rzemieślnika można było poznać tylko analizując materiały i sposób konstrukcji jego wyrobu. Najczęściej naczynie składane było z klepek drewnianych mocowanych obręczami metalowymi. Ten sposób konstrukcji znany był Słowianom już w III–IV wieku (przed XIV–XV w. zamiast metalowych obręczy stosowano, zwłaszcza na wsi, ściągów z łozy, łyka lub smołowanych powrozów; technologia ta sporadycznie jest stosowana do dzisiaj). Zawód ten kiedyś powszechny, w drugiej połowie XX wieku został prawie zapomniany i znajdował zastosowanie głównie w produkcji przedmiotów do celów dekoracyjnych. W związku z rosnącą popularnością produktów typu slow-food, wytwarzanych i przechowywanych w tradycyjny sposób, obecnie ponownie zaczyna mieć coraz większe znaczenie użytkowe.

## Zastosowanie
Naczynie powinno być wytworzone z odpowiedniego drewna, w zależności od jego przeznaczenia:
- kiszenie ogórków i kapusty – drewno lipowe, ewentualnie świerkowe (kapusta nie ciemnieje wtedy tak jak np. od drewna dębowego)
- leżakowanie wina i innych alkoholi – do niektórych gatunków odpowiednie jest drewno dębowe; wina i winiaki (a także np. whisky) przechowywane w beczkach dębowych nabierają szlachetnego, garbnikowego smaku, a z czasem zyskują na aromacie. Pewne regionalne gatunki win i destylatów nabierają charakterystycznego smaku przez przechowywanie w beczkach bukowych (ew. smołowanych) lub sosnowych.
- dzieża chlebowa – najlepiej z drewna lipowego lub świerkowego, z dodatkiem dębowego, aby chleb dobrze się zakwaszał.